# Тотоур (хан)
Тотоур (Татахар, Таткар)  — половецький хан, що  в 1223 р. брав участь у битві монголами на холі з Субедеєм та Джебе на р. Кубань. Можливо, був сином Юрія Кончаковича.

## Згадка в хроніці Юань-ши
1223 р. — Китайська хроніка Юань-ши кінця XIV cт. про перемогу корпусу Субедея над половецькою конфедерацією на чолі з вождями Юрієм Кончаковичем і Тотоуром та використання полонених половців у монгольському війську.
| Субутай попросив милості дозволити йому підкорити країну Кін-ча (кипчаків). Він повів військо довкола моря Куан-тьєн-гіс (“Велике море”, себто Каспійське море) і прибув у гори Тай-хуо-лінь (Кавказ). На протилежному боці Субутай зустрів вождів Ю-лі-гі (Юрія Кончаковича) і Та-та-хар’а (Таткар), які зібрали свої війська на річці Бу-дсу. Сина Ю-лі-гі було поранено стрілою і він втік до лісу. Його раб прийшов і видав свого хазяїна. Зрештою усі підкорилися, і після того як країна Кін-ча була підкорена, Субутай зайшов аж до річки А-лі-гі (Калки), де він зустрів ватажків Уа-ло-с (русів) великого і малого Мі-чі-с-лао (Мстислав). Відбулася битва, коли останні зазнали поразки. Коли вони підкорилися, Субутай підкорив А-су (ясів/аланів) і тоді повернувся додому ...]. На пропозицію Субутая було утворено спеціальний корпус, який складався з ме-лі-кі (меркітів), най-ман (найманів) та кін-ча (кипчаків), який супроводжував того полководця по дорозі додому. |